# Europees kampioenschap handbal vrouwen 2008 (kwalificatie)
De kwalificatie voor het Europees kampioenschap handbal vrouwen 2008 was een reeks wedstrijden, alle gespeeld in 2008, in het handbal waar werd uitgemaakt welke tien landen mochten deelnemen aan het Europees kampioenschap handbal vrouwen 2008 in Denemarken. Reeds geplaatst voor de eindronde waren de nummers één tot en met vijf van het EK 2006, respectievelijk Noorwegen, Rusland, Frankrijk, Duitsland en Hongarije. Ook gastland Montenegro was automatisch geplaatst.

## Voorronde

### Groep A
Locatie: Panevėžys, Litouwen
| Pos | Team                  | Wed | W | G | V | DV  | DT  | DS  | Ptn |
| --- | --------------------- | --- | - | - | - | --- | --- | --- | --- |
| 1.  | Litouwen              | 5   | 4 | 1 | 0 | 161 | 107 | +54 | 9   |
| 2.  | IJsland               | 5   | 4 | 0 | 1 | 151 | 131 | +20 | 8   |
| 3.  | Wit-Rusland           | 5   | 3 | 1 | 1 | 171 | 122 | +49 | 7   |
| 4.  | Bosnië en Herzegovina | 5   | 2 | 0 | 3 | 128 | 134 | −6  | 4   |
| 5.  | Griekenland           | 5   | 1 | 0 | 4 | 118 | 170 | −52 | 2   |
| 6.  | Israël                | 5   | 0 | 0 | 5 | 98  | 163 | −65 | 0   |

|                       | IJsland | Wit-Rusland | Bosnië en Herzegovina | Griekenland | IJsland |
| --------------------- | ------- | ----------- | --------------------- | ----------- | ------- |
| Litouwen              | 35 : 19 | 27 : 27     | 34 : 23               | 36 : 18     | 29 : 20 |
| IJsland               |         | 31 : 30     | 27 : 22               | 40 : 27     | 34 : 17 |
| Wit-Rusland           |         |             | 35 : 29               | 39 : 23     | 40 : 12 |
| Bosnië en Herzegovina |         |             |                       | 26 : 18     | 28 : 20 |
| Griekenland           |         |             |                       |             | 32 : 29 |

| Dinsdag 27 november 2007 14:00 | Wit-Rusland      | 40-12   | Israël        | Panevėžys, Litouwen Toeschouwers: 100 Scheidsrechters: Van Dijk, Wijtenburg (NED) |
| Dinsdag 27 november 2007 14:00 | Artsiukhovich 14 | (20-8)  | Rozenshtein 4 | Panevėžys, Litouwen Toeschouwers: 100 Scheidsrechters: Van Dijk, Wijtenburg (NED) |
| Dinsdag 27 november 2007 14:00 | 3× 1×            | verslag | 3× 4× 2×      | Panevėžys, Litouwen Toeschouwers: 100 Scheidsrechters: Van Dijk, Wijtenburg (NED) |

| Dinsdag 27 november 2007 16:00 | Bosnië en Herzegovina | 26-18   | Griekenland  | Panevėžys, Litouwen Toeschouwers: 150 Scheidsrechters: Guseva, Vartanijan (RUS) |
| Dinsdag 27 november 2007 16:00 | Djuric 8              | (14-6)  | Poimenidou 5 | Panevėžys, Litouwen Toeschouwers: 150 Scheidsrechters: Guseva, Vartanijan (RUS) |
| Dinsdag 27 november 2007 16:00 | 1× 3×                 | verslag | 3× 2×        | Panevėžys, Litouwen Toeschouwers: 150 Scheidsrechters: Guseva, Vartanijan (RUS) |

| Dinsdag 27 november 2007 19:00 | IJsland       | 19-35   | Litouwen     | Panevėžys, Litouwen Toeschouwers: 500 Scheidsrechters: Florescu, Duta (ROU) |
| Dinsdag 27 november 2007 19:00 | Bragadottir 8 | (8-21)  | Stellbrink 9 | Panevėžys, Litouwen Toeschouwers: 500 Scheidsrechters: Florescu, Duta (ROU) |
| Dinsdag 27 november 2007 19:00 | 3× 5× 1×      | verslag | 3× 4×        | Panevėžys, Litouwen Toeschouwers: 500 Scheidsrechters: Florescu, Duta (ROU) |

| Woensdag 28 november 2007 15:00 | Bosnië en Herzegovina | 29-35   | Wit-Rusland   | Panevėžys, Litouwen Toeschouwers: 100 Scheidsrechters: Florescu, Duta (ROU) |
| Woensdag 28 november 2007 15:00 | Prusina 7             | (14-18) | Artsiomenka 7 | Panevėžys, Litouwen Toeschouwers: 100 Scheidsrechters: Florescu, Duta (ROU) |
| Woensdag 28 november 2007 15:00 | 2× 4×                 | verslag | 1× 2×         | Panevėžys, Litouwen Toeschouwers: 100 Scheidsrechters: Florescu, Duta (ROU) |

| Woensdag 28 november 2007 17:00 | IJsland        | 34-17   | Israël          | Panevėžys, Litouwen Toeschouwers: 150 Scheidsrechters: Guseva, Vartanijan (RUS) |
| Woensdag 28 november 2007 17:00 | Einarsdottir 8 | (21-7)  | vier speelsters | Panevėžys, Litouwen Toeschouwers: 150 Scheidsrechters: Guseva, Vartanijan (RUS) |
| Woensdag 28 november 2007 17:00 | 3× 2×          | verslag | 3× 6×           | Panevėžys, Litouwen Toeschouwers: 150 Scheidsrechters: Guseva, Vartanijan (RUS) |

| Woensdag 28 november 2007 19:00 | Griekenland  | 18-36   | Litouwen      | Panevėžys, Litouwen Toeschouwers: 300 Scheidsrechters: Van Dijk, Wijtenburg (NED) |
| Woensdag 28 november 2007 19:00 | Poimenidou 7 | (8-17)  | Stellbrink 10 | Panevėžys, Litouwen Toeschouwers: 300 Scheidsrechters: Van Dijk, Wijtenburg (NED) |
| Woensdag 28 november 2007 19:00 | 3× 5×        | verslag | 2× 3×         | Panevėžys, Litouwen Toeschouwers: 300 Scheidsrechters: Van Dijk, Wijtenburg (NED) |

| Vrijdag 30 november 2007 15:00 | Israël        | 20-28   | Bosnië en Herzegovina | Panevėžys, Litouwen Toeschouwers: 150 Scheidsrechters: Van Dijk, Wijtenburg (NED) |
| Vrijdag 30 november 2007 15:00 | Rozenshtein 6 | (10-15) | Pehic 10              | Panevėžys, Litouwen Toeschouwers: 150 Scheidsrechters: Van Dijk, Wijtenburg (NED) |
| Vrijdag 30 november 2007 15:00 | 3× 5× 1×      | verslag | 3× 1×                 | Panevėžys, Litouwen Toeschouwers: 150 Scheidsrechters: Van Dijk, Wijtenburg (NED) |

| Vrijdag 30 november 2007 17:00 | Griekenland | 27-40   | IJsland       | Panevėžys, Litouwen Toeschouwers: 300 Scheidsrechters: Florescu, Duta (ROU) |
| Vrijdag 30 november 2007 17:00 | Giourouki 9 | (9-18)  | Bragadottir 7 | Panevėžys, Litouwen Toeschouwers: 300 Scheidsrechters: Florescu, Duta (ROU) |
| Vrijdag 30 november 2007 17:00 | 2× 4×       | verslag | 3× 6×         | Panevėžys, Litouwen Toeschouwers: 300 Scheidsrechters: Florescu, Duta (ROU) |

| Vrijdag 30 november 2007 19:00 | Litouwen     | 27-27   | Wit-Rusland     | Panevėžys, Litouwen Toeschouwers: 500 Scheidsrechters: Guseva, Vartanijan (RUS) |
| Vrijdag 30 november 2007 19:00 | Stellbrink 8 | (12-16) | Artsiukhovich 9 | Panevėžys, Litouwen Toeschouwers: 500 Scheidsrechters: Guseva, Vartanijan (RUS) |
| Vrijdag 30 november 2007 19:00 | 3× 2×        | verslag | 2×              | Panevėžys, Litouwen Toeschouwers: 500 Scheidsrechters: Guseva, Vartanijan (RUS) |

| Zaterdag 1 december 2007 13:00 | Wit-Rusland         | 39-23   | Griekenland  | Panevėžys, Litouwen Toeschouwers: 100 Scheidsrechters: Van Dijk, Wijtenburg (NED) |
| Zaterdag 1 december 2007 13:00 | Bai, Kandratsyeva 7 | (18-9)  | Poimenidou 6 | Panevėžys, Litouwen Toeschouwers: 100 Scheidsrechters: Van Dijk, Wijtenburg (NED) |
| Zaterdag 1 december 2007 13:00 | 3×                  | verslag | 2× 6×        | Panevėžys, Litouwen Toeschouwers: 100 Scheidsrechters: Van Dijk, Wijtenburg (NED) |

| Zaterdag 1 december 2007 15:00 | Bosnië en Herzegovina | 22-27   | IJsland       | Panevėžys, Litouwen Toeschouwers: 200 Scheidsrechters: Guseva, Vartanijan (RUS) |
| Zaterdag 1 december 2007 15:00 | Pehic 6               | (12-11) | Bragadottir 9 | Panevėžys, Litouwen Toeschouwers: 200 Scheidsrechters: Guseva, Vartanijan (RUS) |
| Zaterdag 1 december 2007 15:00 | 2× 4×                 | verslag | 3× 4×         | Panevėžys, Litouwen Toeschouwers: 200 Scheidsrechters: Guseva, Vartanijan (RUS) |

| Zaterdag 1 december 2007 17:00 | Israël        | 20-29   | Litouwen      | Panevėžys, Litouwen Toeschouwers: 400 Scheidsrechters: Florescu, Duta (ROU) |
| Zaterdag 1 december 2007 17:00 | Rozenshtein 9 | (8-16)  | Stellbrink 11 | Panevėžys, Litouwen Toeschouwers: 400 Scheidsrechters: Florescu, Duta (ROU) |
| Zaterdag 1 december 2007 17:00 | 3× 7× 1×      | verslag | 1× 3×         | Panevėžys, Litouwen Toeschouwers: 400 Scheidsrechters: Florescu, Duta (ROU) |

| Zondag 2 december 2007 12:00 | Wit-Rusland     | 30-31   | IJsland        | Panevėžys, Litouwen Toeschouwers: 100 Scheidsrechters: Van Dijk, Wijtenburg (NED) |
| Zondag 2 december 2007 12:00 | Kandratsyeva 10 | (19-15) | Bragadottir 11 | Panevėžys, Litouwen Toeschouwers: 100 Scheidsrechters: Van Dijk, Wijtenburg (NED) |
| Zondag 2 december 2007 12:00 | 2×              | verslag | 3× 4×          | Panevėžys, Litouwen Toeschouwers: 100 Scheidsrechters: Van Dijk, Wijtenburg (NED) |

| Zondag 2 december 2007 14:00 | Griekenland   | 32-29   | Israël         | Panevėžys, Litouwen Toeschouwers: 150 Scheidsrechters: Florescu, Duta (ROU) |
| Zondag 2 december 2007 14:00 | Poimenidou 11 | (17-15) | Rozenshtein 11 | Panevėžys, Litouwen Toeschouwers: 150 Scheidsrechters: Florescu, Duta (ROU) |
| Zondag 2 december 2007 14:00 | 3× 2×         | verslag | 3×             | Panevėžys, Litouwen Toeschouwers: 150 Scheidsrechters: Florescu, Duta (ROU) |

| Zondag 2 december 2007 16:00 | Litouwen          | 34-23   | Bosnië en Herzegovina | Panevėžys, Litouwen Toeschouwers: 500 Scheidsrechters: Guseva, Vartanijan (RUS) |
| Zondag 2 december 2007 16:00 | Bernataviciute 12 | (18-10) | Prusina 6             | Panevėžys, Litouwen Toeschouwers: 500 Scheidsrechters: Guseva, Vartanijan (RUS) |
| Zondag 2 december 2007 16:00 | 2×                | verslag | 2×                    | Panevėžys, Litouwen Toeschouwers: 500 Scheidsrechters: Guseva, Vartanijan (RUS) |

### Groep B
Locatie: Michalovce, Slowakije
| Pos | Team         | Wed | W | G | V | DV  | DT  | DS  | Ptn |
| --- | ------------ | --- | - | - | - | --- | --- | --- | --- |
| 1.  | Slowakije    | 4   | 3 | 1 | 0 | 132 | 100 | +32 | 7   |
| 2.  | Montenegro   | 4   | 3 | 0 | 1 | 128 | 107 | +21 | 6   |
| 3.  | Portugal     | 4   | 2 | 1 | 1 | 119 | 114 | +5  | 5   |
| 4.  | Zwitserland  | 4   | 1 | 0 | 3 | 92  | 113 | −21 | 2   |
| 5.  | Azerbeidzjan | 4   | 0 | 0 | 4 | 90  | 126 | −36 | 0   |

|             | Montenegro | Portugal | Zwitserland | Azerbeidzjan |
| ----------- | ---------- | -------- | ----------- | ------------ |
| Slowakije   | 34 : 30    | 31 : 31  | 30 : 16     | 27 : 23      |
| Montenegro  |            | 33 : 26  | 34 : 26     | 31 : 21      |
| Portugal    |            |          | 28 : 26     | 34 : 25      |
| Zwitserland |            |          |             | 24 : 21      |

| Dinsdag 27 november 2007 16:00 | Montenegro  | 31-21   | Azerbeidzjan      | Michalovce, Slowakije Toeschouwers: 300 Scheidsrechters: Rutkovskis, Dzerve (LAT) |
| Dinsdag 27 november 2007 16:00 | Radicevic 9 | (15-15) | drie speelsters 4 | Michalovce, Slowakije Toeschouwers: 300 Scheidsrechters: Rutkovskis, Dzerve (LAT) |
| Dinsdag 27 november 2007 16:00 | 3× 2×       | verslag | 3× 5×             | Michalovce, Slowakije Toeschouwers: 300 Scheidsrechters: Rutkovskis, Dzerve (LAT) |

| Dinsdag 27 november 2007 18:00 | Slowakije              | 30-16   | Zwitserland | Michalovce, Slowakije Toeschouwers: 900 Scheidsrechters: Malek, Nowak (POL) |
| Dinsdag 27 november 2007 18:00 | Dubajová, Jakubisova 4 | (15-7)  | Spreiter 4  | Michalovce, Slowakije Toeschouwers: 900 Scheidsrechters: Malek, Nowak (POL) |
| Dinsdag 27 november 2007 18:00 | 3× 4×                  | verslag | 3× 6×       | Michalovce, Slowakije Toeschouwers: 900 Scheidsrechters: Malek, Nowak (POL) |

| Woensdag 28 november 2007 16:00 | Portugal          | 34-25   | Azerbeidzjan           | Michalovce, Slowakije Toeschouwers: 200 Scheidsrechters: Malek, Nowak (POL) |
| Woensdag 28 november 2007 16:00 | Cabral Barbosa 11 | (13-11) | Jafarova, Tankaskaya 5 | Michalovce, Slowakije Toeschouwers: 200 Scheidsrechters: Malek, Nowak (POL) |
| Woensdag 28 november 2007 16:00 | 2×                | verslag | 3× 7×                  | Michalovce, Slowakije Toeschouwers: 200 Scheidsrechters: Malek, Nowak (POL) |

| Woensdag 28 november 2007 18:00 | Zwitserland | 26-34   | Montenegro | Michalovce, Slowakije Toeschouwers: 200 Scheidsrechters: Rutkovskis, Dzerve (LAT) |
| Woensdag 28 november 2007 18:00 | Spreiter 6  | (12-16) | Popovic 10 | Michalovce, Slowakije Toeschouwers: 200 Scheidsrechters: Rutkovskis, Dzerve (LAT) |
| Woensdag 28 november 2007 18:00 | 3× 2×       | verslag | 3× 6×      | Michalovce, Slowakije Toeschouwers: 200 Scheidsrechters: Rutkovskis, Dzerve (LAT) |

| Vrijdag 30 november 2007 16:00 | Azerbeidzjan | 21-24   | Zwitserland     | Michalovce, Slowakije Toeschouwers: 200 Scheidsrechters: Malek, Nowak (POL) |
| Vrijdag 30 november 2007 16:00 | Ulyanich 6   | (11-14) | drie speelsters | Michalovce, Slowakije Toeschouwers: 200 Scheidsrechters: Malek, Nowak (POL) |
| Vrijdag 30 november 2007 16:00 | 3× 9×        | verslag | 3× 11× 2×       | Michalovce, Slowakije Toeschouwers: 200 Scheidsrechters: Malek, Nowak (POL) |

| Vrijdag 30 november 2007 18:00 | Slowakije     | 31-31   | Portugal                        | Michalovce, Slowakije Toeschouwers: 800 Scheidsrechters: Rutkovskis, Dzerve (LAT) |
| Vrijdag 30 november 2007 18:00 | Stuparicova 8 | (14-14) | do Espirito Ferreira de Sousa 9 | Michalovce, Slowakije Toeschouwers: 800 Scheidsrechters: Rutkovskis, Dzerve (LAT) |
| Vrijdag 30 november 2007 18:00 | 3×            | verslag | 3×                              | Michalovce, Slowakije Toeschouwers: 800 Scheidsrechters: Rutkovskis, Dzerve (LAT) |

| Zaterdag 1 december 2007 16:00 | Zwitserland | 26-28   | Portugal          | Michalovce, Slowakije Toeschouwers: 400 Scheidsrechters: Malek, Nowak (POL) |
| Zaterdag 1 december 2007 16:00 | Weigelt 6   | (15-11) | Cabral Barbosa 10 | Michalovce, Slowakije Toeschouwers: 400 Scheidsrechters: Malek, Nowak (POL) |
| Zaterdag 1 december 2007 16:00 | 3× 6×       | verslag | 3× 1×             | Michalovce, Slowakije Toeschouwers: 400 Scheidsrechters: Malek, Nowak (POL) |

| Zaterdag 1 december 2007 18:00 | Montenegro  | 30-34   | Slowakije   | Michalovce, Slowakije Toeschouwers: 1.100 Scheidsrechters: Rutkovskis, Dzerve (LAT) |
| Zaterdag 1 december 2007 18:00 | Jovanovic 8 | (15-19) | Simakova 12 | Michalovce, Slowakije Toeschouwers: 1.100 Scheidsrechters: Rutkovskis, Dzerve (LAT) |
| Zaterdag 1 december 2007 18:00 | 3×          | verslag | 3× 2×       | Michalovce, Slowakije Toeschouwers: 1.100 Scheidsrechters: Rutkovskis, Dzerve (LAT) |

| Zondag 2 december 2007 14:00 | Portugal   | 26-33   | Montenegro           | Michalovce, Slowakije Toeschouwers: 200 Scheidsrechters: Malek, Nowak (POL) |
| Zondag 2 december 2007 14:00 | De Sousa 8 | (11-18) | Popovic, Radicevic 8 | Michalovce, Slowakije Toeschouwers: 200 Scheidsrechters: Malek, Nowak (POL) |
| Zondag 2 december 2007 14:00 | 3× 5×      | verslag | 3×                   | Michalovce, Slowakije Toeschouwers: 200 Scheidsrechters: Malek, Nowak (POL) |

| Zondag 2 december 2007 16:00 | Azerbeidzjan | 23-37   | Slowakije                  | Michalovce, Slowakije Toeschouwers: 800 Scheidsrechters: Rutkovskis, Dzerve (LAT) |
| Zondag 2 december 2007 16:00 | Ulyanich 6   | (7-20)  | Glankovicova, Jakubisova 7 | Michalovce, Slowakije Toeschouwers: 800 Scheidsrechters: Rutkovskis, Dzerve (LAT) |
| Zondag 2 december 2007 16:00 | 3× 5×        | verslag | 3× 2×                      | Michalovce, Slowakije Toeschouwers: 800 Scheidsrechters: Rutkovskis, Dzerve (LAT) |

### Groep C
Locatie: Plzeň, Tsjechië
| Pos | Team      | Wed | W | G | V | DV  | DT  | DS  | Ptn |
| --- | --------- | --- | - | - | - | --- | --- | --- | --- |
| 1.  | Tsjechië  | 4   | 4 | 0 | 0 | 143 | 89  | +54 | 8   |
| 2.  | Turkije   | 4   | 3 | 0 | 1 | 132 | 88  | +44 | 6   |
| 3.  | Italië    | 4   | 2 | 0 | 2 | 127 | 114 | +13 | 4   |
| 4.  | Bulgarije | 4   | 1 | 0 | 3 | 100 | 135 | −35 | 2   |
| 5.  | Letland   | 4   | 0 | 0 | 4 | 73  | 149 | −76 | 0   |

|           | Turkije | Italië  | Bulgarije | Letland |
| --------- | ------- | ------- | --------- | ------- |
| Tsjechië  | 28 : 27 | 32 : 24 | 42 : 20   | 41 : 18 |
| Turkije   |         | 36 : 29 | 32 : 18   | 37 : 13 |
| Italië    |         |         | 38 : 27   | 37 : 18 |
| Bulgarije |         |         |           | 34 : 24 |

| Dinsdag 27 november 2007 15:30 | Letland            | 18-37   | Italië                  | Plzeň, Tsjechië Toeschouwers: 100 Scheidsrechters: Brkic, Jusufhodzic (AUT) |
| Dinsdag 27 november 2007 15:30 | Ekkerte, Gundega 4 | (6-16)  | Anisenkova, Di Fazzio 6 | Plzeň, Tsjechië Toeschouwers: 100 Scheidsrechters: Brkic, Jusufhodzic (AUT) |
| Dinsdag 27 november 2007 15:30 | 3× 4×              | verslag | 3× 5×                   | Plzeň, Tsjechië Toeschouwers: 100 Scheidsrechters: Brkic, Jusufhodzic (AUT) |

| Dinsdag 27 november 2007 18:00 | Tsjechië   | 42-20   | Bulgarije           | Plzeň, Tsjechië Toeschouwers: 300 Scheidsrechters: Lovric, Petkovic (CRO) |
| Dinsdag 27 november 2007 18:00 | Knytlova 8 | (19-12) | Agova 5, Vasileva 5 | Plzeň, Tsjechië Toeschouwers: 300 Scheidsrechters: Lovric, Petkovic (CRO) |
| Dinsdag 27 november 2007 18:00 | 3×         | verslag | 3× 2×               | Plzeň, Tsjechië Toeschouwers: 300 Scheidsrechters: Lovric, Petkovic (CRO) |

| Woensdag 28 november 2007 15:30 | Turkije | 32-18   | Bulgarije | Plzeň, Tsjechië Toeschouwers: 100 Scheidsrechters: Lovric, Petkovic (CRO) |
| Woensdag 28 november 2007 15:30 | Sahin 9 | (18-9)  | Agova 6   | Plzeň, Tsjechië Toeschouwers: 100 Scheidsrechters: Lovric, Petkovic (CRO) |
| Woensdag 28 november 2007 15:30 | 3× 5×   | verslag | 3×        | Plzeň, Tsjechië Toeschouwers: 100 Scheidsrechters: Lovric, Petkovic (CRO) |

| Woensdag 28 november 2007 18:00 | Italië     | 24-32   | Tsjechië   | Plzeň, Tsjechië Toeschouwers: 500 Scheidsrechters: Brkic, Jusufhodzic (AUT) |
| Woensdag 28 november 2007 18:00 | Pistelli 7 | (14-18) | Knytlova 6 | Plzeň, Tsjechië Toeschouwers: 500 Scheidsrechters: Brkic, Jusufhodzic (AUT) |
| Woensdag 28 november 2007 18:00 | 2× 3×      | verslag | 3× 4×      | Plzeň, Tsjechië Toeschouwers: 500 Scheidsrechters: Brkic, Jusufhodzic (AUT) |

| Vrijdag 30 november 2007 15:30 | Letland | 13-37   | Turkije        | Plzeň, Tsjechië Toeschouwers: 100 Scheidsrechters: Brkic, Jusufhodzic (AUT) |
| Vrijdag 30 november 2007 15:30 | Asare 4 | (5-21)  | Özel, Yilmaz 7 | Plzeň, Tsjechië Toeschouwers: 100 Scheidsrechters: Brkic, Jusufhodzic (AUT) |
| Vrijdag 30 november 2007 15:30 | 1× 2×   | verslag | 3× 1×          | Plzeň, Tsjechië Toeschouwers: 100 Scheidsrechters: Brkic, Jusufhodzic (AUT) |

| Vrijdag 30 november 2007 18:00 | Bulgarije          | 28-37   | Italië   | Plzeň, Tsjechië Toeschouwers: 100 Scheidsrechters: Lovric, Petkovic (CRO) |
| Vrijdag 30 november 2007 18:00 | Agova, Yordanova 6 | (15-19) | Pavlyk 9 | Plzeň, Tsjechië Toeschouwers: 100 Scheidsrechters: Lovric, Petkovic (CRO) |
| Vrijdag 30 november 2007 18:00 | 3× 6×              | verslag | 2× 3×    | Plzeň, Tsjechië Toeschouwers: 100 Scheidsrechters: Lovric, Petkovic (CRO) |

| Zaterdag 1 december 2007 15:30 | Tsjechië  | 41-18   | Letland | Plzeň, Tsjechië Toeschouwers: 400 Scheidsrechters: Lovric, Petkovic (CRO) |
| Zaterdag 1 december 2007 15:30 | Hrbkova 8 | (19-10) | Asare 5 | Plzeň, Tsjechië Toeschouwers: 400 Scheidsrechters: Lovric, Petkovic (CRO) |
| Zaterdag 1 december 2007 15:30 | 3×        | verslag | 3× 2×   | Plzeň, Tsjechië Toeschouwers: 400 Scheidsrechters: Lovric, Petkovic (CRO) |

| Zaterdag 1 december 2007 18:00 | Italië   | 29-36   | Turkije | Plzeň, Tsjechië Toeschouwers: 100 Scheidsrechters: Brkic, Jusufhodzic (AUT) |
| Zaterdag 1 december 2007 18:00 | Trulli 7 | (13-21) | Özel 6  | Plzeň, Tsjechië Toeschouwers: 100 Scheidsrechters: Brkic, Jusufhodzic (AUT) |
| Zaterdag 1 december 2007 18:00 | 2× 4× 1× | verslag | 3× 9×   | Plzeň, Tsjechië Toeschouwers: 100 Scheidsrechters: Brkic, Jusufhodzic (AUT) |

| Zondag 2 december 2007 15:30 | Turkije | 27-28   | Tsjechië     | Plzeň, Tsjechië Toeschouwers: 800 Scheidsrechters: Lovric, Petkovic (CRO) |
| Zondag 2 december 2007 15:30 | Özel 8  | (15-13) | Vojtiskova 6 | Plzeň, Tsjechië Toeschouwers: 800 Scheidsrechters: Lovric, Petkovic (CRO) |
| Zondag 2 december 2007 15:30 | 3× 4×   | verslag | 3× 2×        | Plzeň, Tsjechië Toeschouwers: 800 Scheidsrechters: Lovric, Petkovic (CRO) |

| Zondag 2 december 2007 18:00 | Bulgarije | 34-24   | Letland  | Plzeň, Tsjechië Toeschouwers: 100 Scheidsrechters: Brkic, Jusufhodzic (AUT) |
| Zondag 2 december 2007 18:00 | Agova 6   | (16-13) | Asare 13 | Plzeň, Tsjechië Toeschouwers: 100 Scheidsrechters: Brkic, Jusufhodzic (AUT) |
| Zondag 2 december 2007 18:00 | 3×        | verslag | 2×       | Plzeň, Tsjechië Toeschouwers: 100 Scheidsrechters: Brkic, Jusufhodzic (AUT) |

## Play-offs
De teams speelde een uit-en thuiswedstrijd. De winnaars van de play-offs kwalificeerden zich voor het eindtoernooi.
In de weekends van 31 mei/1 juni 2018 (1e wedstrijd) en 6/7/8 juni 2018 (2e wedstrijd) speelden 20 landen om de overige 10 plaatsen. Hierbij wist Nederland zich niet te plaatsen voor de eindronde. Na winst in de eerste wedstrijd tegen Servië met 24-23 werd de return verloren met 28-31. 

### Overzicht
| Team 1      | Tot.  | Team 2     | 1e wedstr. | 2e wedstr. |
| ----------- | ----- | ---------- | ---------- | ---------- |
| Slowakije   | 51-58 | Oekraïne   | 27-28      | 24-30      |
| IJsland     | 46-70 | Roemenië   | 23-37      | 23-33      |
| Italië      | 53-65 | Oostenrijk | 27-29      | 26-36      |
| Wit-Rusland | 54-50 | Slovenië   | 29-25      | 25-25      |
| Spanje      | 54-49 | Litouwen   | 24-19      | 30-30      |
| Zweden      | 54-44 | Tsjechië   | 25-19      | 29-25      |
| Polen       | 61-63 | Portugal   | 37-28      | 24-35      |
| Turkije     | 44-45 | Denemarken | 25-24      | 19-21      |
| Montenegro  | 63-66 | Kroatië    | 40-35      | 23-31      |
| Nederland   | 52-54 | Servië     | 24-23      | 28-31      |

### Wedstrijden
Alle tijden zijn lokaal.
| Zaterdag 31 mei 2008 15:00 | Slowakije   | 27-28   | Oekraïne     | Trencin Toeschouwers: 1.000 Scheidsrechters: Cacador, Nicolau (POR) |
| Zaterdag 31 mei 2008 15:00 | Beňušková 6 | (12-15) | Pidpalova 11 | Trencin Toeschouwers: 1.000 Scheidsrechters: Cacador, Nicolau (POR) |
| Zaterdag 31 mei 2008 15:00 | 1× 2×       | verslag | 3× 4×        | Trencin Toeschouwers: 1.000 Scheidsrechters: Cacador, Nicolau (POR) |

| Zaterdag 7 juni 2008 18:00 | Oekraïne    | 30-24   | Slowakije  | Oezjhorod Toeschouwers: 1.000 Scheidsrechters: Pavicevic, Vujisic (MNE) |
| Zaterdag 7 juni 2008 18:00 | Pidpalova 7 | (15-13) | Simakova 6 | Oezjhorod Toeschouwers: 1.000 Scheidsrechters: Pavicevic, Vujisic (MNE) |
| Zaterdag 7 juni 2008 18:00 | 3× 2×       | verslag | 3× 2×      | Oezjhorod Toeschouwers: 1.000 Scheidsrechters: Pavicevic, Vujisic (MNE) |

| Zaterdag 31 mei 2008 18:00 | Italië     | 27-29   | Oostenrijk | Salerno Toeschouwers: 800 Scheidsrechters: Florescu, Duta (ROU) |
| Zaterdag 31 mei 2008 18:00 | Pistelli 7 | (14-17) | Engel 9    | Salerno Toeschouwers: 800 Scheidsrechters: Florescu, Duta (ROU) |
| Zaterdag 31 mei 2008 18:00 | 3× 2×      | verslag | 3× 1×      | Salerno Toeschouwers: 800 Scheidsrechters: Florescu, Duta (ROU) |

| Vrijdag 6 juni 2008 20:00 | Oostenrijk                 | 36-26   | Italië    | Telfs Toeschouwers: 500 Scheidsrechters: Dimkova, Lyubenova (BUL) |
| Vrijdag 6 juni 2008 20:00 | Engel, Spiridon, Thurner 7 | (19-10) | Popescu 7 | Telfs Toeschouwers: 500 Scheidsrechters: Dimkova, Lyubenova (BUL) |
| Vrijdag 6 juni 2008 20:00 | 2× 3×                      | verslag | 2× 3×     | Telfs Toeschouwers: 500 Scheidsrechters: Dimkova, Lyubenova (BUL) |

| Zaterdag 31 mei 2008 17:00 | Spanje            | 24-19   | Litouwen         | Gijon Toeschouwers: 600 Scheidsrechters: Horacek, Novotny (CZE) |
| Zaterdag 31 mei 2008 17:00 | Mangué Gonzales 7 | (12-10) | Bernatavičiūtė 9 | Gijon Toeschouwers: 600 Scheidsrechters: Horacek, Novotny (CZE) |
| Zaterdag 31 mei 2008 17:00 | 3× 4×             | verslag | 3× 6×            | Gijon Toeschouwers: 600 Scheidsrechters: Horacek, Novotny (CZE) |

| Zaterdag 7 juni 2008 17:00 | Litouwen          | 30-30   | Spanje           | Siauliai Toeschouwers: 900 Scheidsrechters: Hintenaus, Schneider (AUT) |
| Zaterdag 7 juni 2008 17:00 | Bernatavičiūtė 12 | (15-13) | Ortuño Torrico 8 | Siauliai Toeschouwers: 900 Scheidsrechters: Hintenaus, Schneider (AUT) |
| Zaterdag 7 juni 2008 17:00 | 3× 5×             | verslag | 2× 4×            | Siauliai Toeschouwers: 900 Scheidsrechters: Hintenaus, Schneider (AUT) |

| Zaterdag 31 mei 2008 16:00 | Polen      | 37-28   | Portugal         | Elbląg Toeschouwers: 2.000 Scheidsrechters: Andersen, Morten Sodal (NOR) |
| Zaterdag 31 mei 2008 16:00 | Kudlacz 10 | (20-13) | Cabral Barbosa 9 | Elbląg Toeschouwers: 2.000 Scheidsrechters: Andersen, Morten Sodal (NOR) |
| Zaterdag 31 mei 2008 16:00 | 3×         | verslag | 3× 4×            | Elbląg Toeschouwers: 2.000 Scheidsrechters: Andersen, Morten Sodal (NOR) |

| Zondag 8 juni 2008 15:00 | Portugal         | 35-24   | Polen     | Gaia Toeschouwers: 700 Scheidsrechters: Herczeg, Südi (HUN) |
| Zondag 8 juni 2008 15:00 | Cabral Barbosa 9 | (19-12) | Kudlacz 7 | Gaia Toeschouwers: 700 Scheidsrechters: Herczeg, Südi (HUN) |
| Zondag 8 juni 2008 15:00 | 3× 1×            | verslag | 3×        | Gaia Toeschouwers: 700 Scheidsrechters: Herczeg, Südi (HUN) |

| Zaterdag 31 mei 2008 20:15 | Montenegro | 40-35   | Kroatië      | Podgorica Toeschouwers: 3.500 Scheidsrechters: Methe, Methe (GER) |
| Zaterdag 31 mei 2008 20:15 | Popovic 16 | (21-13) | Arslanagic 7 | Podgorica Toeschouwers: 3.500 Scheidsrechters: Methe, Methe (GER) |
| Zaterdag 31 mei 2008 20:15 | 3× 7×      | verslag | 3× 8×        | Podgorica Toeschouwers: 3.500 Scheidsrechters: Methe, Methe (GER) |

| Zaterdag 7 juni 2008 14:30 | Kroatië   | 31-23   | Montenegro           | Kutina Toeschouwers: 2.000 Scheidsrechters: Abrahamsen, M. Kristiansen (NOR) |
| Zaterdag 7 juni 2008 14:30 | Penezić 9 | (16-10) | Jovanovic, Popovic 7 | Kutina Toeschouwers: 2.000 Scheidsrechters: Abrahamsen, M. Kristiansen (NOR) |
| Zaterdag 7 juni 2008 14:30 | 3× 6×     | verslag | 3×                   | Kutina Toeschouwers: 2.000 Scheidsrechters: Abrahamsen, M. Kristiansen (NOR) |

| Zondag 1 juni 2008 15:00 | IJsland                      | 23-37   | Roemenië          | Reykjavik Toeschouwers: 400 Scheidsrechters: Karlubik, Struhar (SVK) |
| Zondag 1 juni 2008 15:00 | Skúladóttir, Stéfansdóttir 5 | (8-21)  | Olteanu Nechita 6 | Reykjavik Toeschouwers: 400 Scheidsrechters: Karlubik, Struhar (SVK) |
| Zondag 1 juni 2008 15:00 | 2× 7× 1×                     | verslag | 2× 3×             | Reykjavik Toeschouwers: 400 Scheidsrechters: Karlubik, Struhar (SVK) |

| Zaterdag 7 juni 2008 19:00 | Roemenië        | 33-23   | IJsland         | Braila Toeschouwers: 2.000 Scheidsrechters: Van Dijk, Wijtenberg (NED) |
| Zaterdag 7 juni 2008 19:00 | Birsan, Neagu 6 | (19-12) | Stéfansdóttir 5 | Braila Toeschouwers: 2.000 Scheidsrechters: Van Dijk, Wijtenberg (NED) |
| Zaterdag 7 juni 2008 19:00 | 3× 4×           | verslag | 3× 1×           | Braila Toeschouwers: 2.000 Scheidsrechters: Van Dijk, Wijtenberg (NED) |

| Zondag 1 juni 2008 17:00 | Wit-Rusland      | 29-25   | Slovenië | Minsk Toeschouwers: 1.500 Scheidsrechters: Cohen, Peretz (ISR) |
| Zondag 1 juni 2008 17:00 | Artsiukhovich 11 | (14-13) | Oder 11  | Minsk Toeschouwers: 1.500 Scheidsrechters: Cohen, Peretz (ISR) |
| Zondag 1 juni 2008 17:00 | 3× 4× 1×         | verslag | 3× 8× 1× | Minsk Toeschouwers: 1.500 Scheidsrechters: Cohen, Peretz (ISR) |

| Zaterdag 7 juni 2008 17:00 | Slovenië       | 25-25   | Wit-Rusland     | Celje Toeschouwers: 2.000 Scheidsrechters: Dentz, Reibel (FRA) |
| Zaterdag 7 juni 2008 17:00 | Oder, Varlec 7 | (14-14) | Artsiukhovich 5 | Celje Toeschouwers: 2.000 Scheidsrechters: Dentz, Reibel (FRA) |
| Zaterdag 7 juni 2008 17:00 | 3× 4×          | verslag | 1× 5× 1×        | Celje Toeschouwers: 2.000 Scheidsrechters: Dentz, Reibel (FRA) |

| Zaterdag 31 mei 2008 16:00 | Zweden        | 25-19   | Tsjechië   | Västerås Toeschouwers: 900 Scheidsrechters: Stolarovs, Licis (LAT) |
| Zaterdag 31 mei 2008 16:00 | Torstensson 9 | (8-12)  | Knytlova 6 | Västerås Toeschouwers: 900 Scheidsrechters: Stolarovs, Licis (LAT) |
| Zaterdag 31 mei 2008 16:00 | 3×            | verslag | 3× 2×      | Västerås Toeschouwers: 900 Scheidsrechters: Stolarovs, Licis (LAT) |

| Vrijdag 6 juni 2008 17:30 | Tsjechië   | 25-29   | Zweden | Jindrichuv Hradec Toeschouwers: 900 Scheidsrechters: Mazeika, Gatelis (LTU) |
| Vrijdag 6 juni 2008 17:30 | Simerská 7 | (16-14) | Ahlm 8 | Jindrichuv Hradec Toeschouwers: 900 Scheidsrechters: Mazeika, Gatelis (LTU) |
| Vrijdag 6 juni 2008 17:30 | 3×         | verslag | 3×     | Jindrichuv Hradec Toeschouwers: 900 Scheidsrechters: Mazeika, Gatelis (LTU) |

| Zondag 1 juni 2008 16:50 | Turkije | 25-24   | Denemarken  | Ankara Toeschouwers: 2.500 Scheidsrechters: Van der Helm, Wiebrands (NED) |
| Zondag 1 juni 2008 16:50 | Özel 6  | (14-11) | Jørgensen 7 | Ankara Toeschouwers: 2.500 Scheidsrechters: Van der Helm, Wiebrands (NED) |
| Zondag 1 juni 2008 16:50 | 3×      | verslag | 3×          | Ankara Toeschouwers: 2.500 Scheidsrechters: Van der Helm, Wiebrands (NED) |

| Vrijdag 6 juni 2008 20:15 | Denemarken  | 21-19   | Turkije | Aarhus Toeschouwers: 4.613 Scheidsrechters: Brunovksy, Canda (SVK) |
| Vrijdag 6 juni 2008 20:15 | Jørgensen 5 | (12-5)  | Özel 11 | Aarhus Toeschouwers: 4.613 Scheidsrechters: Brunovksy, Canda (SVK) |
| Vrijdag 6 juni 2008 20:15 | 3× 5× 1×    | verslag | 3× 7×   | Aarhus Toeschouwers: 4.613 Scheidsrechters: Brunovksy, Canda (SVK) |

| Zaterdag 31 mei 2008 16:00 | Nederland | 24-23   | Servië | Rotterdam Toeschouwers: 1.600 Scheidsrechters: Dinu, Din (ROU) |
| Zaterdag 31 mei 2008 16:00 | Feijen 6  | (15-13) | Erić 8 | Rotterdam Toeschouwers: 1.600 Scheidsrechters: Dinu, Din (ROU) |
| Zaterdag 31 mei 2008 16:00 | 4× 2×     | verslag | 3× 4×  | Rotterdam Toeschouwers: 1.600 Scheidsrechters: Dinu, Din (ROU) |

| Zondag 8 juni 2008 20:00 | Servië  | 31-28   | Nederland | Zajecar Toeschouwers: 2.200 Scheidsrechters: Geipel, Helbig (GER) |
| Zondag 8 juni 2008 20:00 | Erić 10 | (17-13) | Lamein 6  | Zajecar Toeschouwers: 2.200 Scheidsrechters: Geipel, Helbig (GER) |
| Zondag 8 juni 2008 20:00 | 3×      | verslag | 3×        | Zajecar Toeschouwers: 2.200 Scheidsrechters: Geipel, Helbig (GER) |

## Gekwalificeerde landen
| Competitie                  | Data                           | Aantal plaatsen | Gekwalificeerd                                                                            |
| --------------------------- | ------------------------------ | --------------- | ----------------------------------------------------------------------------------------- |
| Gastland                    |                                | 1               | Macedonië                                                                                 |
| Europees kampioenschap 2006 | 31 mei - 8 juni 2008           | 5               | Noorwegen Rusland Frankrijk Duitsland Hongarije                                           |
| Kwalificatie                | 27 november 2007 – 8 juni 2008 | 10              | Oekraïne Roemenië Oostenrijk Wit-Rusland Spanje Zweden Portugal Denemarken Kroatië Servië |